# 尕海 (德令哈)
尕海位于中国青海省北部德令哈市境内，地处柴达木盆地东北缘，宗务隆山南坡，西距托素湖和可鲁克湖43千米，湖面海拔2849米，面积32平方千米。湖水主要依赖地下水补给，集水面积1925平方千米。青藏铁路、公路从湖区东部穿过。湖中富有卤虫资源，已开发。